# Едітар Адхіамбо Очієнг
Едітар Адхіамбо Очієнг (англ. Editar Adhiambo Ochieng; нар.. у 1989 році) — кенійська активістка, феміністка, захисниця прав жінок, яка допомагає тим, хто пережили сексуальне насильство.

## Біографія
Едітар Адхіамбо Очієнг народилася 1989 року і виросла в мікрорайоні Кібері — нетрях столиці Кенії Найробі. У 6 років її зґвалтували вперше, а в 16-річному віці вона зазнала групового зґвалтування. Ґвалтівники після свого злочину хвалилися вчиненим. Вона указує цей факт як приклад сексуального насильства проти жінок, а також говорить, що це привело її до боротьби за права жінок.
У 2017 році Едітар Очієнг заснувала Центр феміністок за мир, права людини і справедливість в Кібері. Вона інтерсекційна феміністка. Метою створення товариства, в якому забезпечується повноцінний розвиток та безпека, є доступ до рівних прав, справедливість і самореалізація молодих жінок. Її центр націлений на формування лідерських якостей серед молодих жінок, служачи платформою для організації та взаємодії кількох поколінь жінок.
Едітар Очієнг також займається забезпеченням вразливих жінок предметами особистої гігієни відповідно до резолюції 1325 Ради Безпеки ООН. Вона розповідає жінкам про їх конституційні права.
Вона є організаторкою набору до Peace Brigades International, співпрацюючи з іншими правозахисницями Найробі.
7 липня 2020 року Едітар Адхіамбо Очієнг заарештували разом з іншими 56 учасниками маршу проти жорстокості поліції.
Під час пандемії COVID-19 вона координувала доставку «від дверей до дверей» продуктів харчування та багаторазових масок постраждалим від сексуального насильства і вразливим жінкам у суспільстві. Також активістка надавала місцевим жителькам інформацію про пандемію. Брала участь в дискусії про права жінок у Раді з прав людини ООН, на тему COVID-19 і права жінок.
У 2019 році Едітар Очієнг брала участь у виборах від партії Уквелі до парламенту від виборчого округу Кібера, але в другому турі виборів 7 листопада 2019 року набрала лише 59 голосів з 41 984 виборців.

## Нагороди
У 2020 році Едітар Адхіамбо Очієнг виграла премію від фонду Вангарі Маатаї за громадську роботу в Кібері під час пандемії COVID-19, ставши першим володарем цієї нагороди.